# Kateryna Kozlova
Kateryna Kozlova (Mykolaiv, Ucrania, 20 de febrero de 1994) es una jugadora de tenis ucraniana. 
Su mejor clasificación en la WTA fue la número 62 del mundo, lograda en febrero de 2018. En dobles alcanzó número 139 del mundo, que llegó el 22 de octubre de 2012. Hasta la fecha, ha ganado cinco individuales y trece títulos de dobles en el ITF tour.

## Títulos WTA (0; 0+0)

### Individual (0)
| Leyenda                                 |
| Grand Slam (0)                          |
| Juegos Olímpicos (0)                    |
| WTA Finals (0)                          |
| P. Mandatory & Premier 5 , WTA 1000 (0) |
| Premier, WTA 500 (0)                    |
| International, WTA 250 (0)              |

#### Finalista (2)
| N.º | Fecha                | Torneo   | Superficie    | Oponente en la final | Resultado     |
| --- | -------------------- | -------- | ------------- | -------------------- | ------------- |
| 1.  | 4 de febrero de 2018 | Taipéi   | Dura (i)      | Tímea Babos          | 5-7, 1-6      |
| 2.  | 23 de julio de 2023  | Budapest | Tierra batida | Maria Timofeeva      | 3-6, 6-3, 0-6 |

## Títulos ITF

### Individual (5)
| Torneos de $100,000 |
| Torneos de $75,000  |
| Torneos de $60,000  |
| Torneos de $50,000  |
| Torneos de $25,000  |
| Torneos de $15,000  |
| Torneos de $10,000  |

| N.º | Fecha                    | Torneo                          | Superficie | Oponentes          | Resultado        |
| --- | ------------------------ | ------------------------------- | ---------- | ------------------ | ---------------- |
| 1.  | 1 de julio de 2012       | Vaihingen an der Enz , Alemania | Arcilla    | Florencia Molinero | 3-6, 7-5, 6-4    |
| 2.  | 18 de agosto de 2012     | Kazan , Rusia                   | Dura       | Tara Moore         | 6-3, 6-3         |
| 3.  | 17 de septiembre de 2012 | Shymkent, Kazajistán            | Dura       | Anna Danilina      | 6-3, 4-6, 6-4    |
| 4.  | 30 de junio de 2014      | Versmold, Alemania              | Arcilla    | Richèl Hogenkamp   | 6-4, 6-7(3), 6-1 |
| 5.  | 9 de julio de 2017       | Roma, Italia                    | Arcilla    | Mariana Duque      | 7-6(6), 6-4      |

#### Finalista (3)
| N.º | Fecha                    | Torneo            | Superficie | Oponentes            | Resultado     |
| --- | ------------------------ | ----------------- | ---------- | -------------------- | ------------- |
| 1.  | 8 de julio de 2013       | Estambul, Turquía | Dura       | Elizaveta Kulichkova | 3-6, 6-4, 0-6 |
| 2.  | 16 de septiembre de 2013 | Batumi, Georgia   | Dura       | Alexandra Panova     | 4-6, 6-0, 5-7 |
| 3.  | 1 de junio de 2014       | Grado, Italia     | Arcilla    | Gioia Barbieri       | 4-6, 6-4, 4-6 |